# Église de Kotka
L'église de Kotka (finnois : Kotkan kirkko) est une église en briques rouges construite sur l'île de Kotka(en finnois : Kotkansaari) à Kotka en Finlande.

## Description
L'église conçue par l'architecte Josef Stenbäck est de style néogothique.
Elle offre 1 500 places assises. 
Le clocher a une hauteur de 54 mètres,.
L'église a un orgue à 44 jeux, de style baroque, fabriqué par la fabrique d'orgues Martti Porthan pour le centenaire de l'église en 1998. 
Derrière l'autel, le retable peint en 1900 par Pekka Halonen et intitulé l'adoration des mages représente les Rois mages près de la Crèche de Noël. 
L'un des Rois mages a le visage du peintre Halonen.
L’église a de remarquables vitraux dont deux vitraux de 6 mètres de hauteur composés de plus de 2 000 pièces.
L'église est entourée d'un terrain arboré sur lequel se trouve un cimetière en l'honneur des héros des dernières guerres.

## Galerie

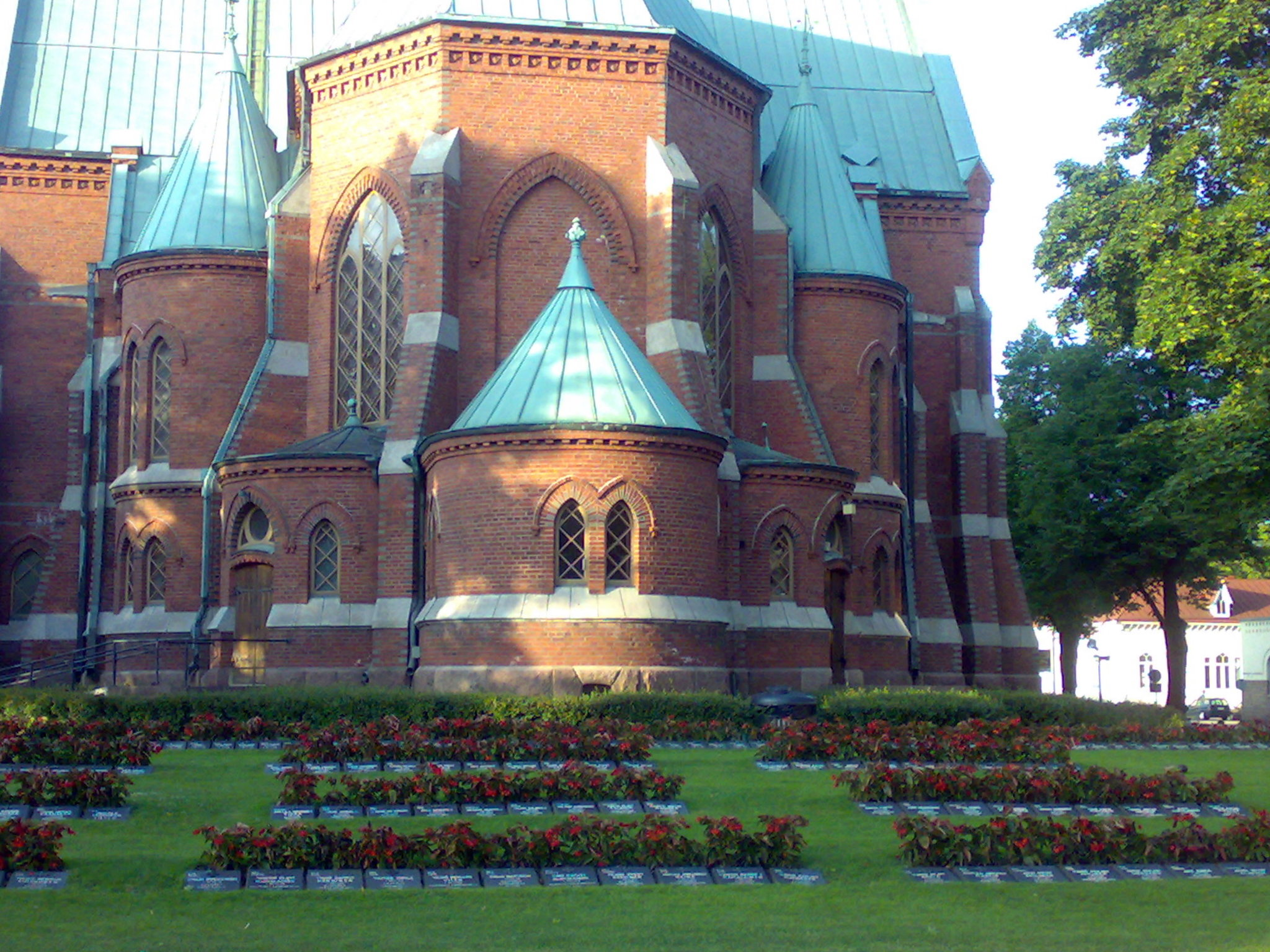
Le cimetière militaire.
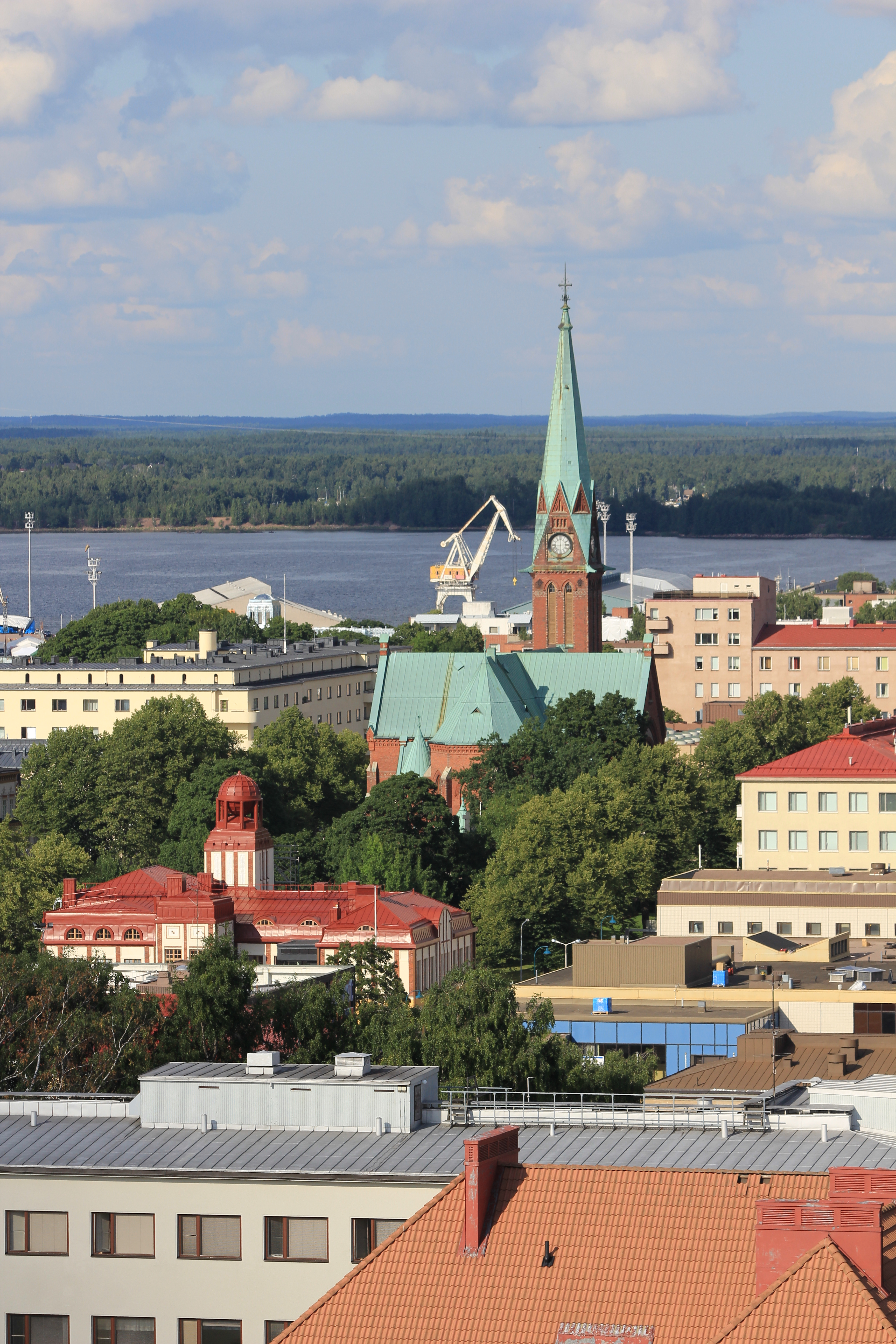
L'église vue de Haukkavuori.
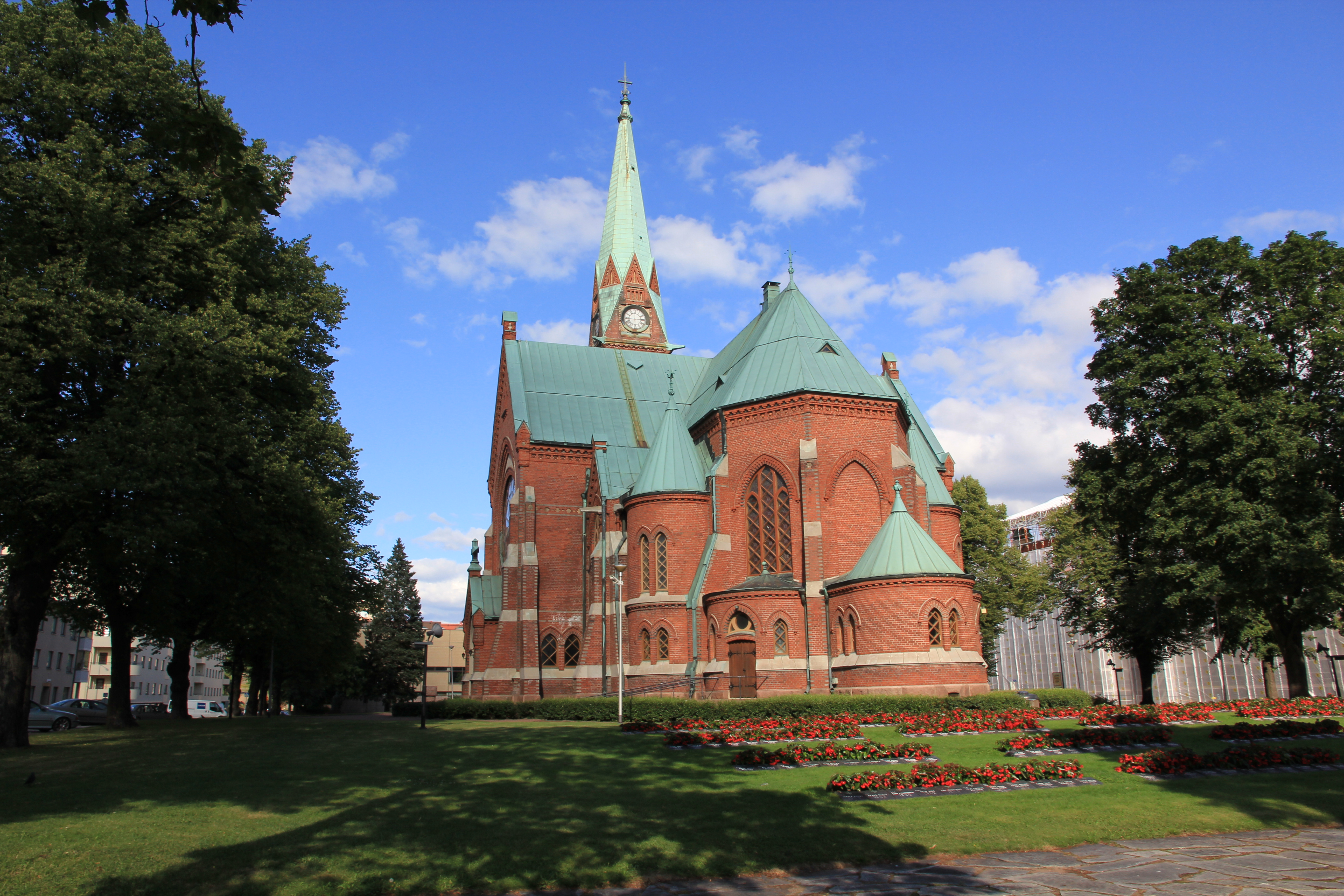
La façade ouest.
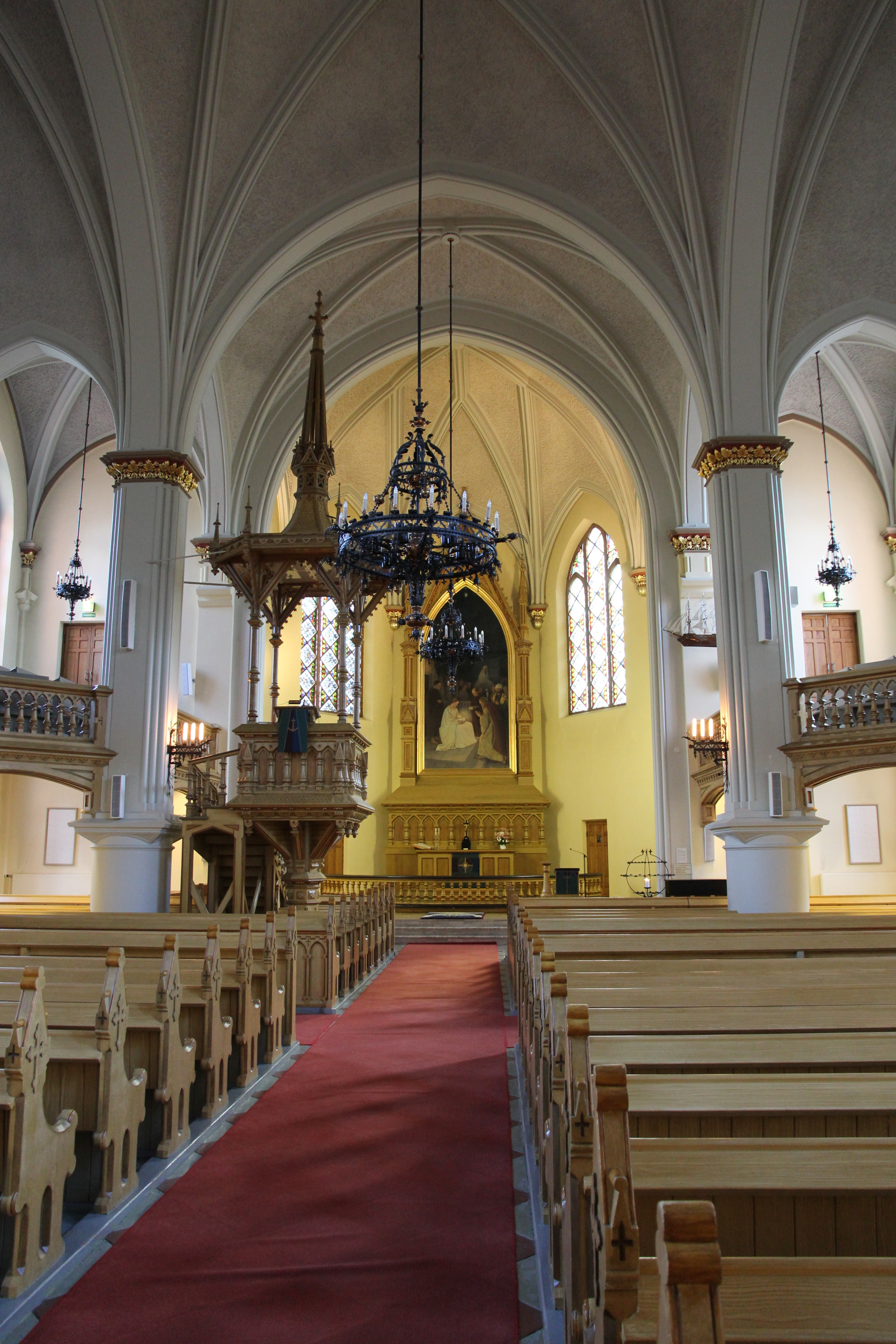
Vue vers l'autel.
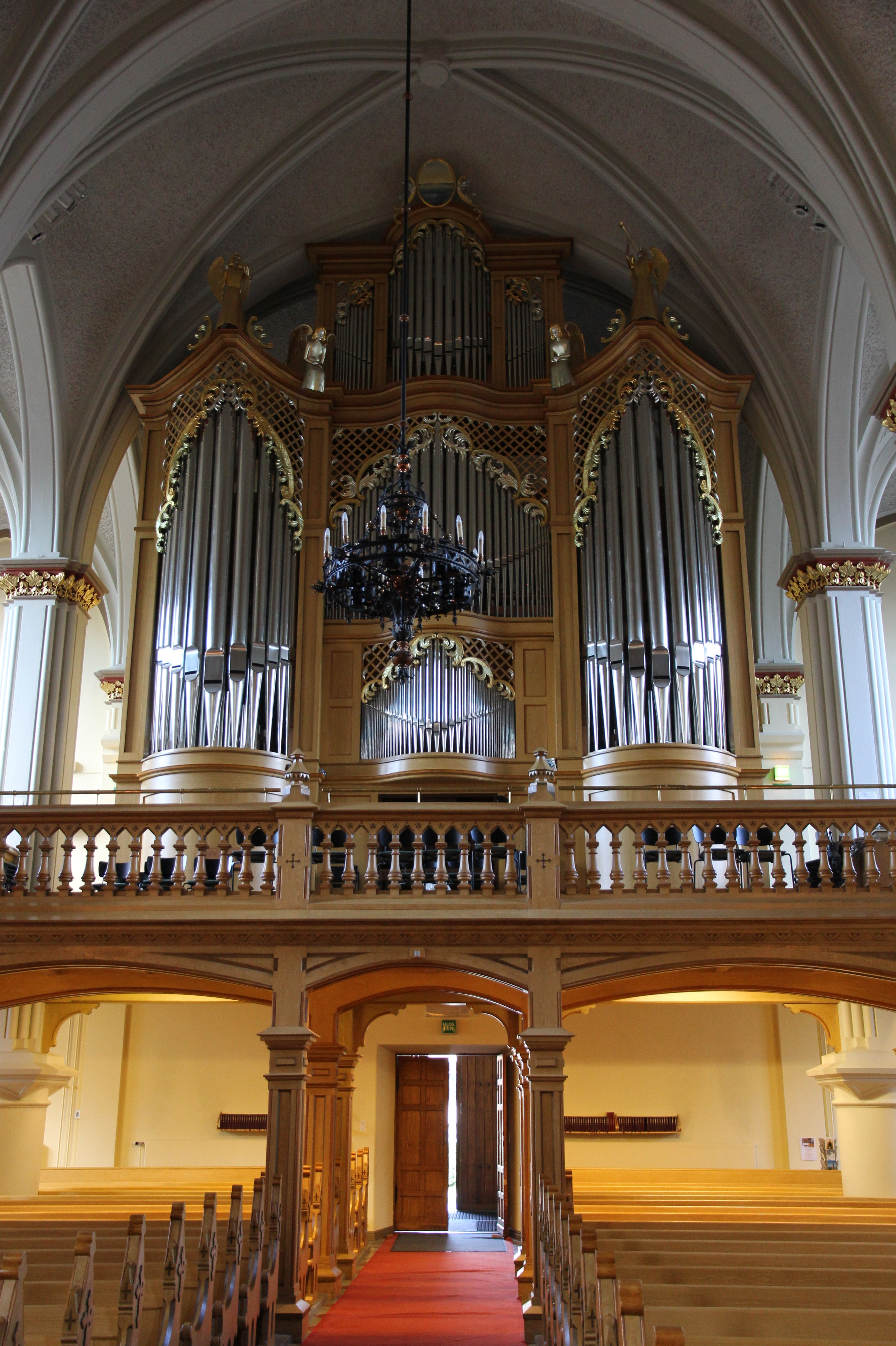
L'orgue.
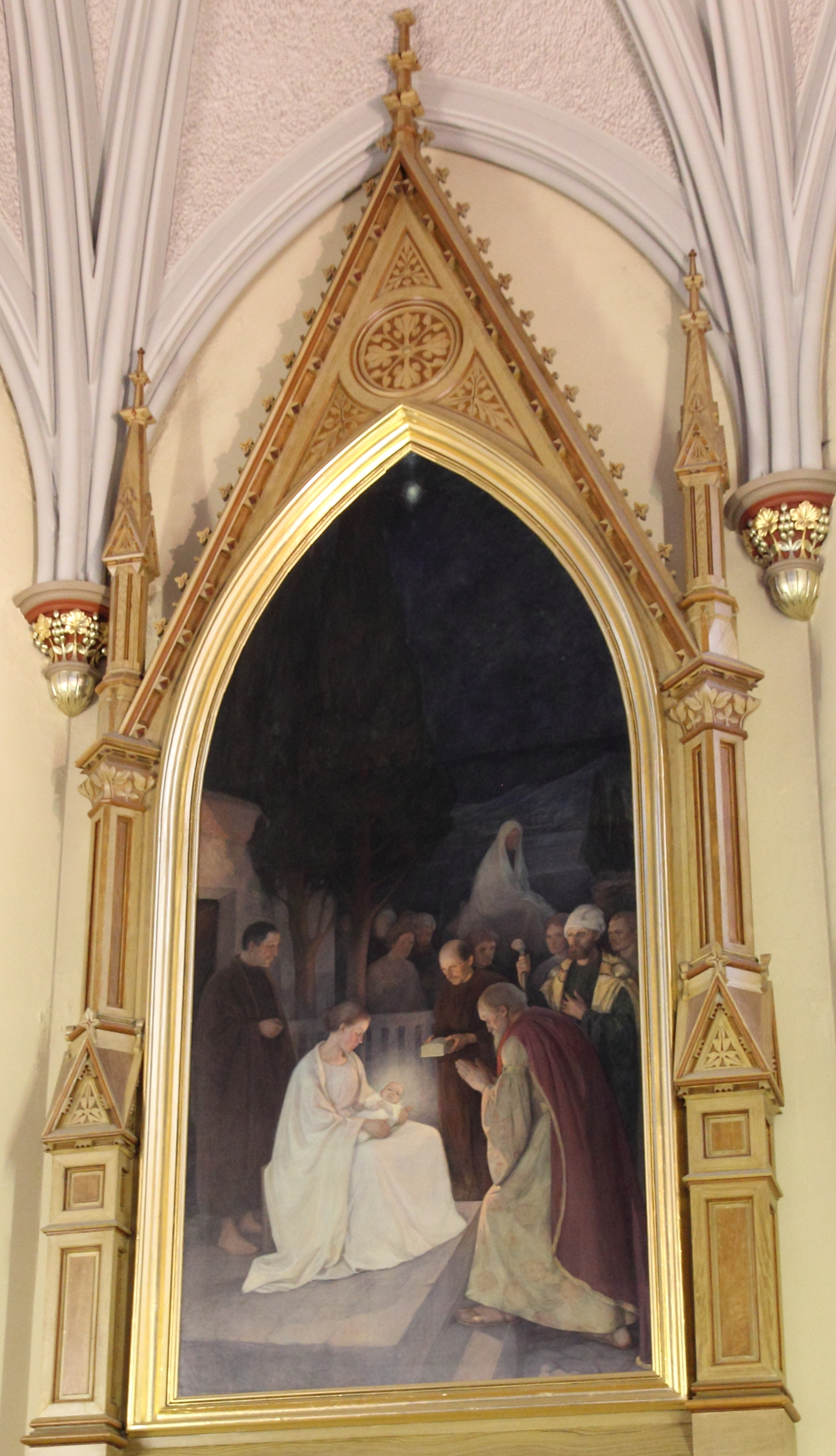
L'adoration des mages.